# Sprintvärldsmästerskapen i kanotsport 1974
Sprintvärldsmästerskapen i kanotsport 1974 anordnades i Mexico City i Mexiko.

## Medaljsummering
| Pl.    | Nation          | Guld | Silver | Brons | Totalt |
| ------ | --------------- | ---- | ------ | ----- | ------ |
| 1      | Sovjetunionen   | 6    | 7      | 1     | 14     |
| 2      | Rumänien        | 3    | 2      | 6     | 11     |
| 3      | Ungern          | 3    | 4      | 3     | 10     |
| 4      | Östtyskland     | 4    | 2      | 2     | 8      |
| 5      | Polen           | 1    | 2      | 3     | 6      |
| 6      | Italien         | 1    | 0      | 1     | 2      |
| 7      | Belgien         | 0    | 1      | 0     | 1      |
| 8      | Tjeckoslovakien | 0    | 0      | 1     | 1      |
| 9      | Frankrike       | 0    | 0      | 1     | 1      |
| Totalt | Totalt          | 18   | 18     | 18    | 54     |

### Herrar

#### Kanadensare
| Gren        | Guld                                             | Tid | Silver                                      | Tid | Brons                                     | Tid |
| C-1 500 m   | Sergej Petrenko (URS)                            |     | Klaus Zeisler (GDR)                         |     | Ivan Patzaichin (ROU)                     |     |
| C-1 1000 m  | Vasilij Jurtjenko (URS)                          |     | Klaus Zeisler (GDR)                         |     | Ivan Patzaichin (ROU)                     |     |
| C-1 10000 m | Tamás Wichmann (HUN)                             |     | Vasilij Jurtjenko (URS)                     |     | Ivan Patzaichin (ROU)                     |     |
| C-2 500 m   | Sovjetunionen Aleksandr Vinogradov Jurij Lobanov |     | Rumänien Georghe Danielov Gheorghe Simionov |     | Tjeckoslovakien Tomáš Šach Jiří Čtvrtečka |     |
| C-2 1000 m  | Sovjetunionen Vladas Česiūnas Jurij Lobanov      |     | Polen Jerzy Opara Andrzej Gronowicz         |     | Rumänien Cherasim Munteanu Vasile Serghei |     |
| C-2 10000 m | Sovjetunionen Vladas Česiūnas Jurij Lobanov      |     | Ungern Tamás Buday Gábor Haraszti           |     | Frankrike Alain Alcard Jean-Paul Cezard   |     |

#### Kajak
| Gren                  | Guld                                                                              | Tid | Silver                                                                                 | Tid | Brons                                                                         | Tid |
| K-1 500 m             | Vasile Dîba (ROU)                                                                 |     | Géza Csapó (HUN)                                                                       |     | Grzegorz Śledziewski (POL)                                                    |     |
| K-1 1000 m            | Géza Csapó (HUN)                                                                  |     | Grzegorz Śledziewski (POL)                                                             |     | Oreste Perri (ITA)                                                            |     |
| K-1 10000 m           | Oreste Perri (ITA)                                                                |     | Aleksandr Sjaporenko (URS)                                                             |     | Péter Völgyi (HUN)                                                            |     |
| K-1 4 x 500 m stafett | Rumänien Vasile Dîba Ernst Pavel Atanase Sciotnic Mihail Zaifu                    |     | Sovjetunionen Vitalij Truksjin Sergej Zjutjraj Anatolij Kobrisev Nikolaj Astapkovitj   |     | Polen Ryszard Oborski Grzegorz Śledziewski Kazimierz Górecki Andrzej Matysiak |     |
| K-2 500 m             | Polen Ryszard Oborski Grzegorz Śledziewski                                        |     | Ungern József Deme János Rátkai                                                        |     | Östtyskland Ulrich Hellige Herbert Laabs                                      |     |
| K-2 1000 m            | Ungern Zoltán Bakó István Szabó                                                   |     | Sovjetunionen Vladimir Kozubin Michail Afansijev                                       |     | Östtyskland Volkmar Thiede Rüdiger Helm                                       |     |
| K-2 10000 m           | Rumänien Ion Terente Antrop Variabev                                              |     | Belgien Jos Broeckx Paul Stinckens                                                     |     | Sovjetunionen Konstantin Kostenko Vjatjeslav Kononov                          |     |
| K-4 1000 m            | Östtyskland Herbert Laabs Ulrich Hellige Jürgen Lehnert Bernd Duvigneau           |     | Sovjetunionen Jurij Filatov Aleksandr Degtjarov Aleksandr Kuprikov Nikolaj Astapkovitj |     | Ungern József Deme János Rátkai Csongor Vargha Csaba Giczi                    |     |
| K-4 10000 m           | Sovjetunionen Leonid Derevjasnko Nikolaj Gorbattjov Pytor Zjurga Anatolij Zjarkin |     | Ungern Csaba Giczi Csongor Vargha István Szabó Zoltán Romhanyi                         |     | Polen Ryszard Oborski Kazimierz Górecki Grzegorz Kołtan Andrzej Matysiak      |     |

### Damer

#### Kajak
| Gren      | Guld                                                            | Tid | Silver                                                                     | Tid | Brons                                                               | Tid |
| K-1 500 m | Anke Ohde (GDR)                                                 |     | Nina Gopova (URS)                                                          |     | Maria Cosma (ROU)                                                   |     |
| K-2 500 m | Östtyskland Bärbel Köster Anke Ohde                             |     | Rumänien Victoria Dumitru Maria Nichiforov                                 |     | Ungern Ilona Tözser Mária Zakariás                                  |     |
| K-4 500 m | Östtyskland Ilse Kaschube Bärbel Köster Anke Ohde Carola Zirzow |     | Sovjetunionen Nina Gopova Larissa Kabakova Tatjana Korzjunova Galina Kreft |     | Rumänien Victoria Dumitru Maria Nichiforov Maria Cosma Agafia Orlov |     |